# Colex (Maschine)
Colex war eine elektromechanische Chiffriermaschine, die unmittelbar nach dem Zweiten Weltkrieg in den Niederlanden entwickelt wurde.

## Name
Das Akronym Colex ist abgeleitet aus den beiden Begriffen Code und Telex. Durch Zusammenfügung der ersten beiden beziehungsweise letzten drei Buchstaben ergibt sich der Name, der gleichzeitig den Zweck beschreibt, nämlich die Verschlüsselung von Fernschreiben.

## Geschichte
Im Jahr 1946 beauftragte die niederländische Regierung in Den Haag das unweit in Leidschendam neu gegründete zentrale Forschungslabor der PTT, genannt niederländisch Centraal Laboratorium (ab 1955 dann Dr. Neher-Laboratorium), mit der Entwicklung einer neuen Chiffriermaschine. Aufgrund von Kriegserfahrungen misstrauten die niederländischen Verantwortlichen ausländischen Geräten. Insbesondere wurde befürchtet, dass diese beabsichtigte Schwachstellen (Hintertüren, englisch backdoors) aufweisen könnten, die die Geheimhaltung der eigenen Kommunikation gefährdeten.
Man entschied sich, das kryptographisch sichere Einmalschlüssel-Verfahren (englisch One-Time-Pad), auch OTP genannt, zu verwenden. Dieses basiert auf der einmaligen Verwendung eines zufälligen Schlüssels, der (mindestens) die gleiche Länge wie die zu verschlüsselnde Nachricht aufweist (Klartext).
Wie auch bei anderen OTP-Chiffriergeräten (siehe beispielsweise auch: 5‑UCO), wird dazu ein Schlüsselgenerator (englisch key generator) sowie ein kryptologischer Mischer (englisch mixer) benötigt. Kurz nach dem Krieg herrschte noch ein Mangel an Elektronenröhren (der Bipolartransistor wurde erst Ende 1947 erfunden). So entschieden die Kryptologen und Entwicklungsingenieure des Zentrallabors unter der Leitung von Roelof Oberman, auf altbewährte Relaistechnik zurückzugreifen. Die Colex-Maschine enthielt etwa einhundert davon.
Dem Schlüsselgenerator kommt dabei die wichtige Aufgabe zu, eine möglichst zufällige Zeichenfolge erzeugen. Die schaltungstechnische Umsetzung, von Oberman als „Roulette“ bezeichnet, basierte auf einem frei schwingenden (nicht stabilisierten) Oszillator, dessen Ausgangsfrequenz etwa 400 kHz betrug. Diese wurde in fünf Stufen jeweils halbiert. Jedes der so erzeugten fünf Teilsignale wurde mithilfe eines Relais im Takt von etwa 225 ms abgetastet. Die durch die Mechanik der Relais hervorgerufenen Schwankungen des Abtastzeitpunktes verursachten mehr oder weniger zufällige Polaritäten der fünf Abtastwerte. Diese wurden als die fünf Bits eines Baudot-Codes interpretiert. Vorausgesetzt, die Bits sind zufällig, dann erhält man ein zufälliges Zeichen aus dem Baudot-Zeichenvorrat, das als kryptologischer Schlüssel dient. Zur Überprüfung der Verteilung der Bits gab es zusätzlich fünf elektromechanische Zähler, mit denen kontrolliert werden konnte, ob alle Bits näherungsweise gleichverteilt auftraten.

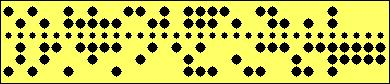
Ausschnitt aus einem typischen Lochstreifen

Die so generierte Folge von zufälligen Zeichen wird auf zwei (oder mehr) Lochstreifen gestanzt, von denen ein Exemplar bei der Sendestation verbleibt und ein anderes (identisches) Exemplar zu jedem der Empfangsstationen auf sicherem Wege, beispielsweise per Kurier, überbracht wird. Sobald die als OTP-Schlüssel dienenden Lochstreifen an den Stationen vorliegen, kann mit ihrer Hilfe ver- und entschlüsselt werden.
Die offizielle Inbetriebnahme des ersten Colex geschah am 5. April 1949 durch den Ministerpräsidenten der Niederlande Willem Drees. Anschließend wurden Colex-Maschinen für die hochsichere Kommunikation zwischen dem niederländischen Außenministerium in Den Haag und den Botschaften in London, Paris, Washington und Jakarta verwendet. Soweit bekannt, gibt es keine erhaltenen Exemplare des Colex.
Ab Anfang der 1950er-Jahre wurde Colex durch Ecolex ersetzt – eine Nachfolgemaschine, bei dem die Elektromechanik durch zeitgemäße Elektronik ersetzt wurde.